# クロックワーク・エンジェルズ (ラッシュのアルバム)
『クロックワーク・エンジェルズ』 (Clockwork Angels) は、カナダ出身のロックバンド、ラッシュの19作目にして最後のスタジオ・アルバム。
海外流通が「プレスト」（1989年）以降続いていたアトランティック・レコードからロードランナー・レコードへ変更となった。
ジョン・バースの「ソット・ウィード・ファクター」、ヴォルデールの「カンディード」などに影響を受け、「火によってのみ灯される」「蒸気、複雑な時計仕掛け、錬金術で動く」ディストピアのスチームパンク風の世界を舞台にした、バンド初のトータル・コンセプトアルバムとなっている。
トラックごとに歌詞の「章」を書き、アートワークに描かれているようにそれぞれのトラックの気分または雰囲気をそれぞれのシンボルで表現している。
2013年のジュノー賞でロック・アルバム・オブ・ザ・イヤーを受賞した。
アルバムのジャケットは、ヒュー・サイムがデザインしたもので、時計には数字の代わりに錬金術のシンボルが描かれている。この時計には9時12分と表示され、24時間では21時12分となり、4枚目のスタジオ・アルバム「西暦2112年」（1976年）に因んだものである。また、9時12分は意図せずしてニール・パートの誕生日とも符合している。

## 背景
2010年4月にテネシー州ナッシュビルのブラックバード・スタジオで、2011年10月から12月までカナダ・オンタリオ州トロントのレボリューション・レコーディングでレコーディングされた。
タイムマシーン・ツアー中に「キャラバン」と「BU2B」がセットリストに組み込まれた。

## 楽曲
「キャラバン」は2010年にRock Band 3のダウンロード曲としてリリースされたファーストシングルである。カップリングは「BU2B」と題された追加スタジオ曲で、歌詞の「b brought up to believe」の頭文字を取ったものである。
「ヘッドロング・フライト」はからのセカンドシングルである。「バスティーユ・デイ」の要素が意図的に取り入れられている。
「ウィッシュ・ゼム・ウェル」は2回書かれては破棄され、3回目のバージョンが採用された。

## 収録曲
| 全作詞: ニール・パート、全作曲: アレックス・ライフソン ＆ ゲディ・リー。 |                          |                |                                        |      |
| #                                                                        | タイトル                 | 作詞           | 作曲・編曲                             | 時間 |
| 1.                                                                       | 「Caravan」              | ニール・パート | アレックス・ライフソン ＆ ゲディ・リー | 5:39 |
| 2.                                                                       | 「BU2B」                 | ニール・パート | アレックス・ライフソン ＆ ゲディ・リー | 5:10 |
| 3.                                                                       | 「Clockwork Angels」     | ニール・パート | アレックス・ライフソン ＆ ゲディ・リー | 7:31 |
| 4.                                                                       | 「The Anarchist」        | ニール・パート | アレックス・ライフソン ＆ ゲディ・リー | 6:52 |
| 5.                                                                       | 「Carnies」              | ニール・パート | アレックス・ライフソン ＆ ゲディ・リー | 4:53 |
| 6.                                                                       | 「Halo Effect」          | ニール・パート | アレックス・ライフソン ＆ ゲディ・リー | 3:14 |
| 7.                                                                       | 「Seven Cities Of Gold」 | ニール・パート | アレックス・ライフソン ＆ ゲディ・リー | 6:32 |
| 8.                                                                       | 「The Wreckers」         | ニール・パート | アレックス・ライフソン ＆ ゲディ・リー | 5:01 |
| 9.                                                                       | 「Headlong Flight」      | ニール・パート | アレックス・ライフソン ＆ ゲディ・リー | 7:19 |
| 10.                                                                      | 「BU2B2」                | ニール・パート | アレックス・ライフソン ＆ ゲディ・リー | 1:28 |
| 11.                                                                      | 「Wish Them Well」       | ニール・パート | アレックス・ライフソン ＆ ゲディ・リー | 5:25 |
| 12.                                                                      | 「The Garden」           | ニール・パート | アレックス・ライフソン ＆ ゲディ・リー | 6:59 |

## チャート
| Year | Chart                | 最高順位 |
| ---- | -------------------- | -------- |
| 2012 | Billboard 200        | 2        |
| 2012 | 全英アルバムチャート | 21       |